# Привремене институције самоуправе
Привремене институције самоуправе (енгл. Provisional Institutions of Self-Government; алб. Institucionet e Përkohshme të Vetëqeverisjes; скраћено ПИС) органи су регионалне и локалне самоуправе на Косову и Метохији, које је успоставио УНМИК доношењем Уставног оквира за привремену самоуправу од 15. маја 2001. године.

## Историја
Према Резолуцији 1244 Савета безбедности Уједињених нација (1999), подручје Аутономне Покрајине Косово и Метохија стављено је, по завршетку рата на Косову и Метохији, под управу Уједињених нација.
Резолуцијом 1244 установљена је Привремена административна мисија Уједињених нација на Косову (УНМИК) са задатком да надгледа развој „привремених, демократских институција самоуправе” на Косову и Метохији. УНМИК је већ 1999. године успоставио Полицију Косова, под надзором међународне заједнице. Заједничка привремена административна структура (ЗПАС) успостављена је у мају 2000. године. У мају 2001. године УНМИК је прогласио Уставни оквир за привремену самоуправу којим су успостављене привремене институције самоуправе (ПИС). Исте године су одржани и први избори за представнике у привременим институцијама. После избора, УНМИК је почео да преноси разне административне надлежности на ПИС.
Резолуција 1244 из 1999. године дефинисала је Косово као део територије Савезне Републике Југославије, која је 2003. године трансформисана у Државну заједницу Србије и Црне Горе, а чији је континуитет 2006. године наследила Република Србија. Исте године отпочели су и нови међународни преговори о политичком статусу Косова и Метохије.
У периоду од 2001. до 2008. године, питање о учествовању или неучествовању у изборима и раду органа ПИС било је једно од најзначајнијих политичких питања за косовско-метохијске Србе. Упркос обавезама КФОР-а, УНМИК-а и разним формално проглашеним правима, Срби су на том подручју били изложени константном насиљу и систематском прогону, што је кулминирао мартовским погромом (2004).
Посланици албанске народности у Скупштини Косова једнострано су 17. фебруара 2008. године прогласили независност и стварање Републике Косово, а потом је усвојен и Устав Републике Косово који је ступио на снагу 15. јуна 2008. године, чиме је албанска страна престала да примењује првобитни Уставни оквир из 2001. године.
Иако су поменуте одлуке биле у супротности са Уставним оквиром, реакција УНМИК-а је изостала. Упркос трансформацији органа ПИС у органе самопроглашене Републике Косово, државне власти Србије су наставиле да третирају новостворене органе као део претходно успостављеног правног поретка који је дефинисан Уставним оквиром.

## Структура
Према Уставном оквиру из 2001. године, привремене институције самоуправе су чиниле:
- Председник Косова (енгл. President of Kosovo), једини орган ПИС у чијем се званичном називу помиње Косово.
- Скупштина (енгл. Assembly), коју чини 120 посланика, од којих је 10 мандата намењено за Србе и 10 за друге етничке мањине.
- Влада (енгл. Government), са председником Владе кога именује Председник и одобрава Скупштина.
- Судови, односно правосудни систем чији састав именује шеф УНМИК-а са листе коју је усвојила Скупштина након што је предложи Судски и Тужилачки савет.[5]

## Избори
На основу Уставног оквира из 2001. године одржана су три изборна циклуса за привремене институције самоуправе:
- Избори за Скупштину Косова (ПИС) 2001.
- Избори за Скупштину Косова (ПИС) 2004.
- Избори за Скупштину Косова (ПИС) 2007.